# Romandiet Rundt 2007
Romandiet Rundt 2007 var den 61. udgave af løbet og var en del af UCI ProTour 2007. Løbet blev afholdt mellem 1. og 6. maj i det fransktalende område i Schweiz, kendt som Romandiet.
Løbet blev vundet af hollandske Thomas Dekker fra Rabobank.

## Etaperne

### Prolog: Fribourg, 3.5 km (ITT)
01-05-2007
|   | Rytter           | Hold            | Tid    |
| - | ---------------- | --------------- | ------ |
| 1 | Paolo Savoldelli | Astana          | 4.35   |
| 2 | Roman Kreuziger  | Liquigas        | + 0.05 |
| 3 | Chris Horner     | Predictor-Lotto | + 0.07 |

### 1. etape: Fribourg – La Chaux-de-Fond, 157.8 km
02-05-2007
|   | Rytter            | Hold             | Tid     |
| - | ----------------- | ---------------- | ------- |
| 1 | Markus Fothen     | Gerolsteiner     | 4:08.58 |
| 2 | Francisco Pérez   | Caisse d'Epargne | s.t.    |
| 3 | Joaquin Rodriguez | Caisse d'Epargne | s.t.    |

### 2. etape: La Chaux-de-Fonds – Lucens, 168.7 km
03-05-2007
|   | Rytter            | Hold            | Tid     |
| - | ----------------- | --------------- | ------- |
| 1 | Robbie McEwen     | Predictor-Lotto | 4:01.14 |
| 2 | Borut Bozic       | Team L.P.R.     | s.t.    |
| 3 | Enrico Gasparotto | Liquigas        | s.t.    |

### 3. etape: Moudon – Charmey-Gruyère, 163.8 km
04-05-2007
|   | Rytter         | Hold              | Tid     |
| - | -------------- | ----------------- | ------- |
| 1 | Matteo Bono    | Lampre            | 4:04.15 |
| 2 | Fumiyuki Beppu | Discovery Channel | s.t.    |
| 3 | Marco Pinotti  | T-Mobile          | s.t.    |

### 4. etape: Charmey-Gruyère – Morgins, 155.9 km
05-05-2007
|   | Rytter        | Hold            | Tid     |
| - | ------------- | --------------- | ------- |
| 1 | Igor Antón    | Euskaltel       | 4:36.55 |
| 2 | Thomas Dekker | Rabobank        | s.t.    |
| 3 | Chris Horner  | Predictor-Lotto | s.t.    |

### 5. etape: Lausanne, 20.4 km (ITT)
06-05-2007
|   | Rytter            | Hold     | Tid    |
| - | ----------------- | -------- | ------ |
| 1 | Thomas Dekker     | Rabobank | 26.36  |
| 2 | Paolo Savoldelli  | Astana   | + 0.05 |
| 3 | Andrey Kashechkin | Astana   | + 0.12 |

## Sammenlagt
|    | Rytter            | Hold              | Tid      | ProTour-point |
| -- | ----------------- | ----------------- | -------- | ------------- |
| 1  | Thomas Dekker     | Rabobank          | 17:27.02 | 50            |
| 2  | Paolo Savoldelli  | Astana            | + 0.11   | 40            |
| 3  | Andrey Kashechkin | Astana            | + 0.34   | 35            |
| 4  | Cadel Evans       | Predictor-Lotto   | + 0.43   | 30            |
| 5  | Chris Horner      | Predictor-Lotto   | + 0.46   | 25            |
| 6  | Roman Kreuziger   | Liquigas          | + 1.35   | 20            |
| 7  | Igor Antón        | Euskatel          | + 1.51   | 15            |
| 8  | Andy Schleck      | CSC               | + 1.53   | 10            |
| 9  | Sylvester Szmyd   | Lampre            | + 1.55   | 5             |
| 10 | Janez Brajkovič   | Discovery Channel | + 2.00   | 2             |

## Pointkonkurrencen
|   | Rytter           | Hold         | Point |
| - | ---------------- | ------------ | ----- |
| 1 | Thomas Dekker    | Rabobank     | 43    |
| 2 | Paolo Savoldelli | Astana       | 35    |
| 3 | Markus Fothen    | Gerolsteiner | 32    |

## Bjergkonkurrencen
|   | Rytter               | Hold             | Point |
| - | -------------------- | ---------------- | ----- |
| 1 | Laurent Brochard     | Bouygues Télécom | 64    |
| 2 | Chris Anker Sørensen | CSC              | 42    |
| 3 | Eros Capecchi        | Liquigas         | 30    |

## Sprintkonkurrencen
|   | Rytter           | Hold               | Point |
| - | ---------------- | ------------------ | ----- |
| 1 | Patrick Calcagni | Liquigas           | 10    |
| 2 | Laszlo Bodrogi   | Crédit Agricole    | 9     |
| 3 | Sandy Casar      | Française des Jeux | 7     |

## Eksterne links
- Officielle hjemmeside (Fransk) Arkiveret 7. juli 2011 hos  Wayback Machine